# Cakran
Cakran (albanisch auch Cakrani) ist ein Ort im ehemaligen Kreis Fier in Albanien rund 14 Kilometer Luftlinie südlich von Fier. Die Gemeinde Cakran wurde 2015 in die Bashkia Fier eingegliedert und ist seither eine Njësia administrative innerhalb der Bashkia. Bei der Volkszählung 2023 hatte Cakran 8113 Einwohner. Im Jahr 2011 waren es noch 11.722 Einwohner, im Jahr 2001 wurden sogar 14.936 Einwohnern verzeichnet.

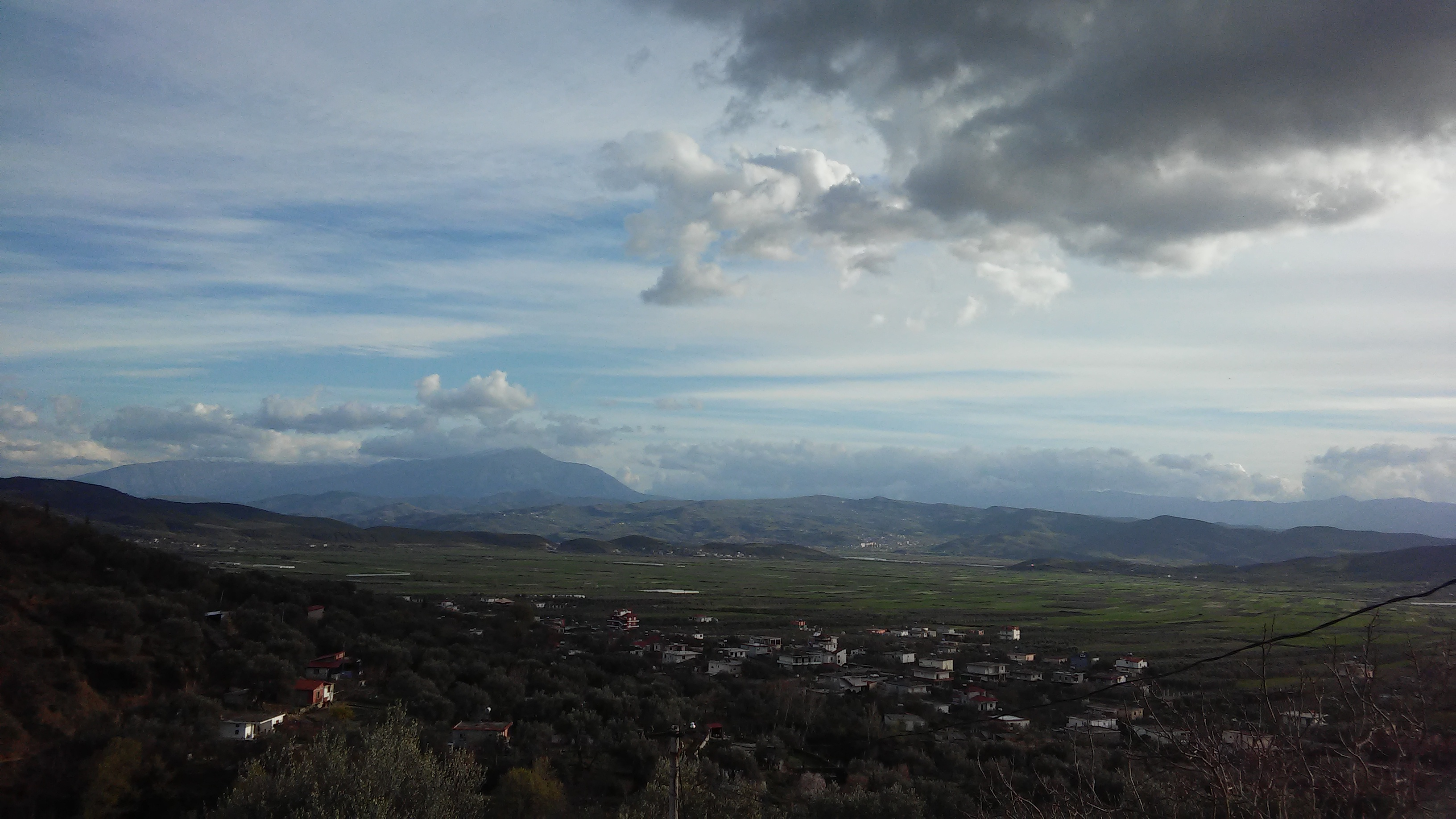
Blick über das Dorf nach Süden zur Vjosa und Selenica auf der anderen Flussseite

Cakran liegt im breiten Tal am Mittellauf der Vjosa, rund vier Kilometer nördlich des Flusses auf rund 65 m ü. A.. Am nordöstlichen Dorfrand erheben sich die ersten Hügel der Mallakastra. Der Mali i Gurit të Zi, der sich gleich über dem Dorf erhebt, erreicht eine Höhe von 513 m ü. A., weiter östlich steigen die Hügel auf über 600 Meter Höhe an. Auf dem Mali i Gurit të Zi steht heute eine Türbe.
Zur ehemaligen Gemeinde Cakran gehörten früher noch elf weitere Dörfer: Cakran i ri (angrenzend, bis 1992 Teil von Cakran, danach eine Weile lang Cakran 2), Floq, Buzëmadh im Süden, Humbar im Südwesten am Fluss, Varibop nördlich davon, Vjosa noch etwas weiter nordwestlich, Kreshpan nordwestlich von Cakran an der Straße nach Fier, Gjorgos, Vreshtas und Gorishova im Südwesten sowie Gjon südlich von letzterem an der Vjosa.
Früher war Cakran praktisch eine Sackgasse: Eine einfache Fahrstraße führte von Fier fast 20 Kilometer durch die Hügel in den Ort. Eine fahrbare Straße weiter das Vjosatal hinab gab es nicht, genauso wenig eine Verbindung über den Fluss nach Selenica. Auch die Wege weiter das Vjosatal hinauf und von dort in die Mallakastra waren schlecht. Der neue Streckenverlauf der Rruga shtetërore SH4, im Sommer 2012 eröffnet, verbindet Cakran mit Levan am Unterlauf der Vjosa und mit Tepelena im Süden Albaniens. Die Hauptstraße nach Südalbanien führt durch die Ebene zwischen dem Dorf und dem Fluss.

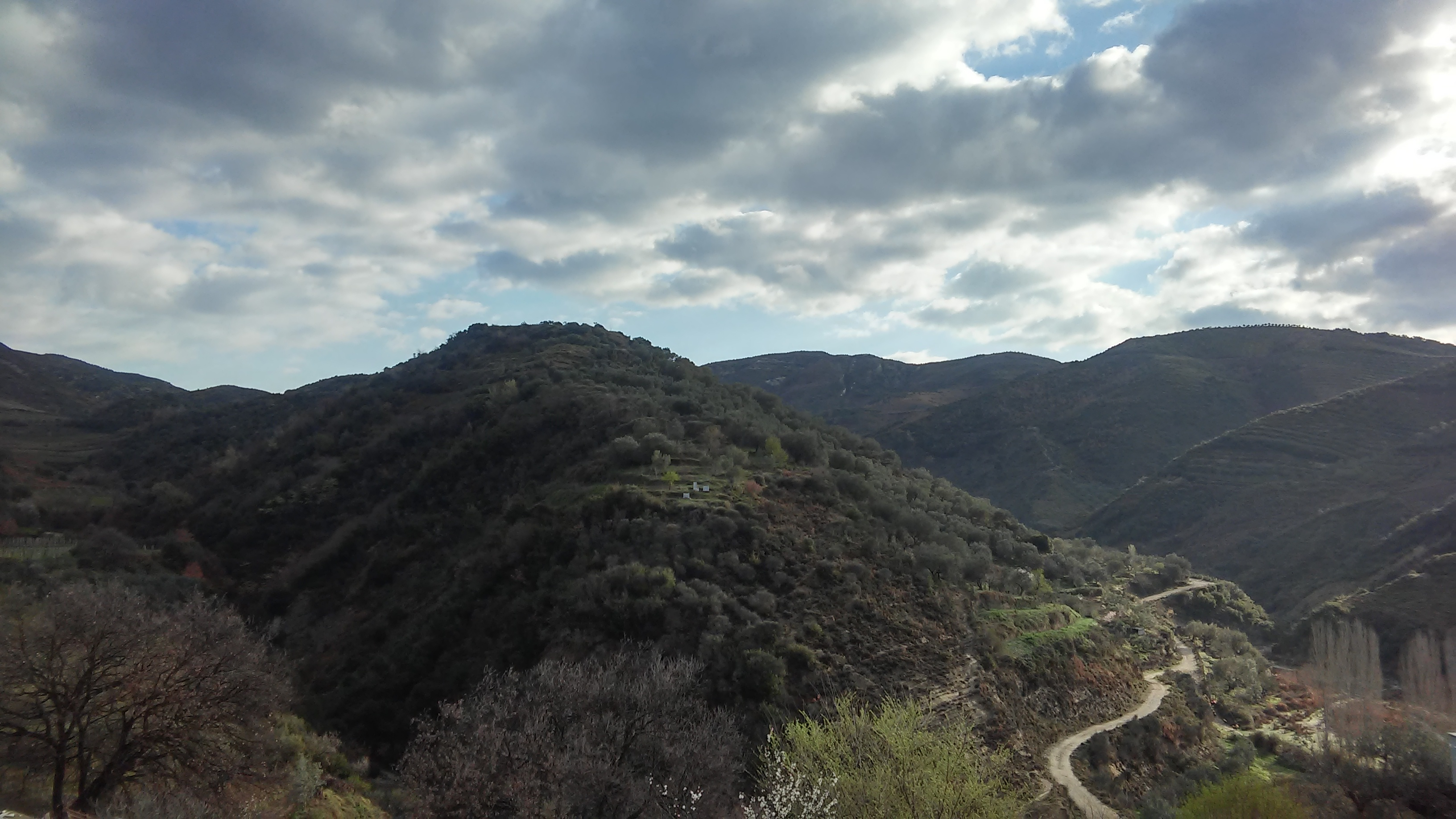
Hügel Qyteza, auf dem sich die prähistorische Siedlung Mashkjeza befand, am Rand von Cakran

Die Region hat eine lange Geschichte. Bei Cakran wurden Spuren einer Siedlung aus der Jungsteinzeit gefunden, die ins Ende des vierten Jahrtausend vor Christus datiert wurde. Steinäxte, Feuerstein und Keramik, das in Cakran gefunden wurde, ist heute im archäologischen Museum von Fier ausgestellt. An nordöstlichen Dorfrand befindet sich auf einem Hügel die Reste der Höhensiedlung Mashkjeza aus der Bronze- und Eisenzeit. Von der Siedlung, die auch Qyteza genannt wird, zeugen noch Umfassungsmauern mit einem Zugangstor. Sie wurde vom 16. bis 4. Jahrhundert vor Christus und dann wieder im Mittelalter bewohnt. Cakran ist an der Verbindungsrouten zwischen Apollonia und Byllis sowie Antigoneia gelegen. Nach Aufgabe der Siedlung von Mashkjeza nach 1300 wurde viel höher auf dem prominenten Hügel über dem Ort die Siedlung Gurëzeza angelegt, mit der die Verbindungswege kontrolliert werden konnten. Die erste Anlage war noch recht klein, die antike illyrische Stadtmauer umfasste ein Gelände von 27 Hektar, in der Spätantike wurde wiederum nur ein sehr kleiner Bereich geschützt. Möglicherweise handelt es sich bei der Befestigung um die illyrische Stadt Eugenium. Neben den Mauern gibt es reiche Spuren eines urbanen Lebens, wofür der Hügel terrassiert wurde. Es wurden die Reste eines Zeus-Tempels identifiziert. Nördlich der Stadt befindet sich eine Nekropole. Auch die Ruinen einer Kirche mit Turm wurden auf dem Berg gefunden. 1978 wurde ein Schatz mit 2500 Bronzemünzen aus den Städten der Region gefunden.
1908 wurde in Cakran die erste Schule der Mallakastra eröffnet.
Cakran ist eines von 100 Dörfern, in denen die albanische Regierung gezielt den ländlichen Tourismus fördern möchte. Die drei historischen Stätten und ein altes Wohnhaus aus Stein im Dorf sind als nationale Kulturdenkmäler geschützt. Es gibt aber keine touristische Erschließung der Sehenswürdigkeiten.